# Il flauto magico di Piazza Vittorio
Il flauto magico di Piazza Vittorio è un film del 2018 diretto da Mario Tronco e Gianfranco Cabiddu. 
La pellicola è liberamente ispirata all'opera di Mozart, Il flauto magico.

## Trama
Un film musicale che rivisita, arricchendola e adattandola ai giorni nostri, l’opera di Mozart, interpretata in 8 lingue dai musicisti-attori della multietnica Orchestra di piazza Vittorio, ognuno secondo le proprie culture musicali.
Tutto ha luogo nei giardini di Piazza Vittorio, che durante la notte si animano per magia, e contrariamente a quanto accade nell’Opera di Mozart, i personaggi femminili possono cambiare il corso degli eventi, assumendo un ruolo decisivo.

## Distribuzione
Il film è stato distribuito nelle sale cinematografiche il 20 giugno 2019, dopo essere stato proiettato il 23 ottobre 2018 come evento speciale durante la Festa del Cinema di Roma.

## Riconoscimenti
L'Orchestra di Piazza Vittorio ha vinto il David di Donatello 2020 come Miglior Musicista.